# Christopher Hatton (1540-1591)
Christopher Hatton (1540 - 20 novembre 1591) est un homme politique anglais, Lord Chancelier d'Angleterre et un favori d'Élisabeth Ire d'Angleterre. Il est l'un des juges qui déclarent Marie Stuart coupable de trahison.

## Les premières années
Christopher est le deuxième fils de William Hatton (mort le 28 août 1546) de Holdenby, Northamptonshire, et sa seconde épouse, Alice Saunders, fille de Lawrence Saunders (mort en 1544) de Harrington, Northamptonshire. Sa femme, Alice Brokesby est la fille de Robert Brokesby (mort le 28 mars 1531) de Shoby, Leicestershire, et d'Alice Shirley   .
Sous le règne d'Henri VII, Henry Hatton de Quisty Birches dans le Cheshire épouse Elizabeth, seule héritière de William Holdenby de Holdenby, dans le Northamptonshire. Leur fils, John Hatton, s'installe à Holdenby et a trois fils, dont le père de Christopher Hatton, William, est l'aîné. Il a deux frères, Thomas et William, et une sœur Dorothy (morte en 1569), qui épouse d'abord John Newport (mort en 1566) de Hunningham, Warwickshire, puis William Underhill (mort en 1570) d'Idlicote, Warwickshire, dont le fils, également William Underhill (mort en 1597), vend New Place à William Shakespeare .
En 1567, le frère de Hatton, Thomas, épouse la sœur de John Newport, Ursula Newport. Cependant, les deux frères de Hatton semblent être morts relativement jeunes et sans descendance. C'est le fils de sa sœur Dorothy par John Newport qui devient finalement l'héritier de Hatton .
L'éducation de Hatton aurait été supervisée par son oncle maternel, William Saunders (mort vers 1583). Sinon, on ne sait rien de sa vie jusqu'à ce qu'il entre à St Mary Hall, Oxford en tant que gentleman roturier à l'âge de 15 ou 16 ans. Il quitte Oxford sans diplôme et s'inscrit à l'Inner Temple le 26 mai 1560. On ne sait pas s'il a été admis au barreau.
En 1561, Hatton joue le rôle du Maître du jeu lors d'un masque au Inner Temple et, à une occasion similaire, attire l'attention de la reine Elizabeth. Beau et habile, la danse de Hatton lui vaut rapidement la faveur de la reine et le surnom de "The Dancing Chancellor",. Il vient à la cour, selon Naunton, « par la gaillarde, car il y est venu en tant que gentilhomme privé des Inns of Court dans un masque, et pour son activité et sa personne, qui était grande et proportionnée, pris en faveur de la reine. En 1564, il devient l'un des gardes de la reine et un gentleman de la chambre privée, et en juillet 1572 capitaine des yeomen de la garde . Le 11 novembre 1577 il devient vice-chambellan de la maison royale et est admis au Conseil Privé. Le même mois, il est fait chevalier . En juin 1578, la reine lui accorde officiellement la maison de l'évêque d'Ely à Ely Place, Holborn, malgré les vigoureuses protestations de l'évêque. Ces nominations, avec les subventions précieuses que la reine lui accorde au cours de ces premières années suscitent des rumeurs selon lesquelles il serait son amant, une accusation spécifiquement portée en 1584 par Marie Stuart . Il y avait certainement des relations personnelles étroites entre eux. Dans sa correspondance, la reine l'appelait sa "Lyddes". On dit qu'il s'est appelé dans au moins une lettre son "mouton". Pourtant Hatton "était probablement innocent dans l'affaire.".
Hatton représente Higham Ferrers au Parlement en 1571 et à partir de mai 1572, il est député du Northamptonshire . Il est actif au Parlement dans les poursuites contre John Stubbs et William Parry. En 1581, il est l'un de ceux nommés pour arranger un mariage entre la reine et François, duc d'Alençon bien qu'il ait exhorté la reine contre cela.
Selon un récit, Hatton a un jour assuré à Marie Stuart qu'il la ramènerait à Londres si la reine Elizabeth mourait. Quelle que soit la vérité de cela, la loyauté de Hatton envers son souverain semble être restée incontestée. À une occasion, en décembre 1584, il dirige 400 députés agenouillés de la Chambre des communes dans une prière pour la sécurité de la reine.
Hatton est membre du tribunal qui juge Anthony Babington en 1586 et l'un des commissaires qui déclare Mary, reine d'Écosse, coupable de trahison l'année suivante. Il la dénonce vigoureusement au Parlement et conseille à William Davison de transmettre le mandat d'arrêt pour son exécution à Fotheringhay.

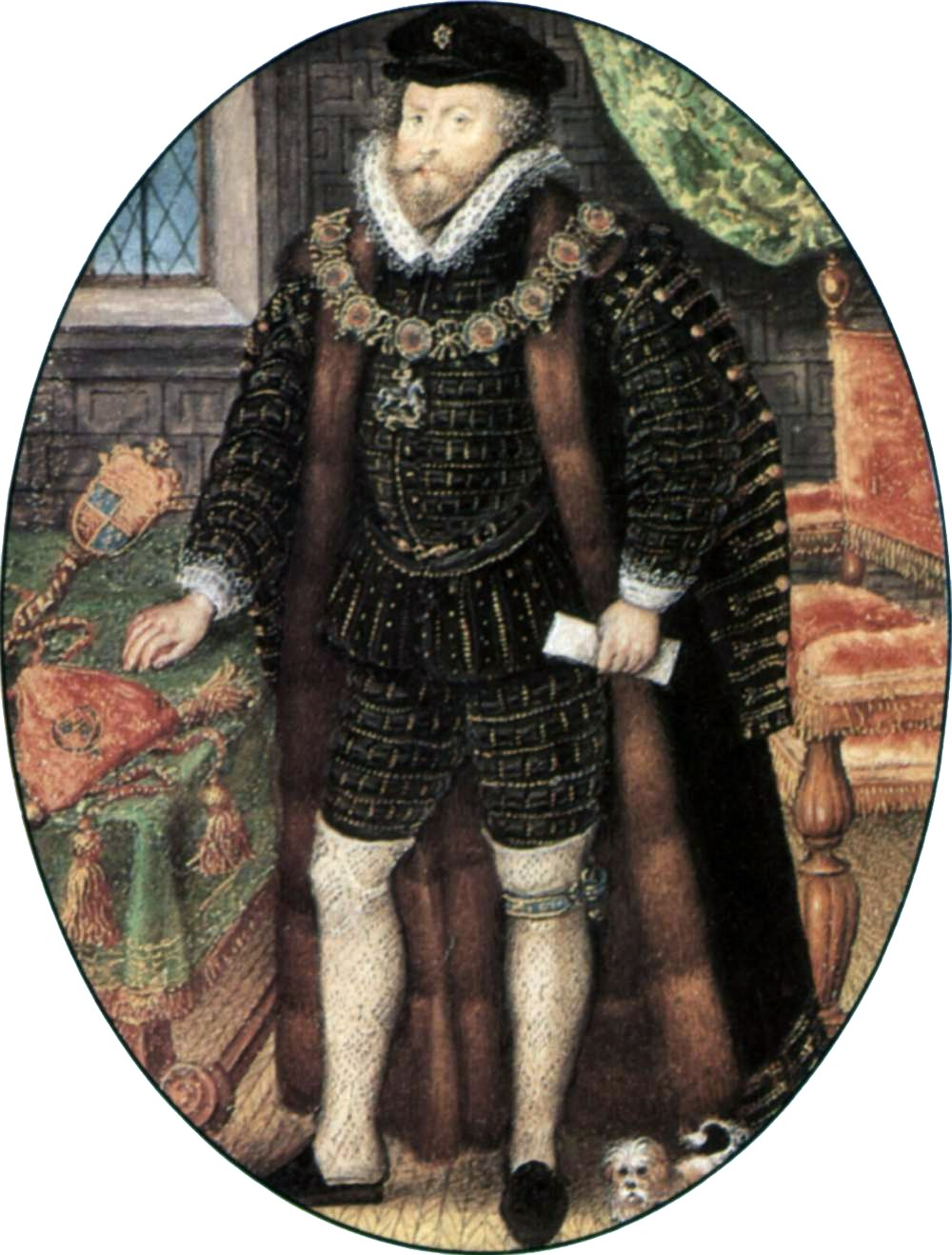
Christopher Hatton en tant que Lord Chancelier avec son sceau sur la table à ses côtés, par Nicholas Hilliard, 1588-1591

En 1587, Hatton devient Lord Chancelier. Bien qu'il n'ait pas une grande connaissance de la loi, il semble avoir agi avec bon sens et jugement. On disait qu'il était catholique romain de nom, mais qu'il traitait les questions religieuses d'une manière modérée et tolérante.
Hatton est chancelier de l'Université d'Oxford. On rapporte qu'il est parcimonieux, mais il fréquente les hommes de lettres et Edmund Spenser fait partie de ses amis. Il écrit le quatrième acte d'une tragédie, Tancrède et Gismond . Sa mort occasionne plusieurs panégyriques en prose et en vers .
Bien qu'il semble avoir eu une fille illégitime, Hatton ne s'est jamais marié et ses vastes et précieux domaines passent à son neveu, William Newport (1560-1597), qui prend le nom de famille Hatton. Lorsque ce dernier meurt sans descendance masculine en 1597, les domaines passent à un parent, un autre Christopher Hatton (mort en 1619), dont le fils et successeur, Christopher, est créé baron Hatton de Kirby.

## Richesse
Hatton devient riche au fil de sa carrière et de l'affection de la reine pour lui, et en 1583, il se lance dans la construction à Holdenby, dans le Northamptonshire, de ce qui devait être la plus grande maison élisabéthaine privée d'Angleterre. Il y a 123 immenses fenêtres en verre à une époque où le verre est très cher – les numéros de fenêtre deviennent un moyen de montrer la richesse. Il a deux grandes cours et est aussi grand que le palais de Hampton Court. Elle a trois étages et comporte deux grandes salles d'apparat, une pour lui-même et une autre pour la reine, si jamais elle restait, ce qu'elle n'a jamais fait.
Lord Burghley, visitant la maison dans sa vieillesse, est impressionné par le grand escalier du hall aux salles d'apparat et proclame la maison si irréprochable qu'il a oublié "l'infirmité de ses jambes" pendant qu'il se promenait. Aucune dépense n'est épargnée. Hatton paie même pour déplacer un village car cela gâche la vue depuis l'une de ses fenêtres. Cependant, le coût de la maison épuisé ses réserves, de sorte que Hatton est à court d'argent pour le reste de sa vie. Pas étranger à la pression financière de la construction, Burghley écrit à Hatton: "Dieu nous envoie tous les deux longtemps pour profiter d'elle, pour qui nous voulions tous les deux dépasser nos bourses dans ces derniers."
Pour maintenir sa richesse décroissante, Hatton commence à investir dans certains voyages de Francis Drake, notamment les actes de piraterie de Drake en Amérique espagnole. Au cours du tour du monde ultérieur de Drake, lorsqu'il atteint le détroit de Magellan, il renomme son navire The Golden Hind en l'honneur des armoiries de Hatton, qui contiennent une biche dorée, et de tout l'or espagnol à bord. Hatton fait un bénéfice de 2300 £ de cette expédition.

## Décès
Malgré ses succès, Hatton meurt avec de grosses dettes, quelques années après l'achèvement de son manoir Holdenby en 1583. Hatton prétend refuser d'y dormir jusqu'à ce que la reine Elizabeth le fasse. Les vestiges de la maison Holdenby d'origine sont une pièce incorporée dans un bâtiment de remplacement dans les années 1870; une partie du portail à piliers à deux arcs portant la date 1583 dans les jardins ; et dessins et plans. Il a commencé à construire son autre maison de campagne, Kirby Hall, en 1570. Il est basé sur des conceptions architecturales françaises et s'est développé dans un style classique au fil des décennies.
La santé de Hatton décline en 1591. La reine lui rend visite le 11 novembre. Neuf jours plus tard, il meurt à Ely Place et reçoit des funérailles nationales à la cathédrale Saint-Paul le 16 décembre. Un grand monument lui est dédié au maître-autel de Old St Paul's, "s'élevant au-dessus de lui - un outrage aux susceptibilités des dévots mais un objet d'émerveillement pour les touristes de Londres - jusqu'à ce que le grand incendie de 1666 le détrône et le détruise ."   Hatton est répertorié sur un monument moderne dans la crypte comme l'une des tombes importantes perdues.
Hatton Garden, cœur du commerce britannique des diamants taillés, se dresse sur le site de la maison et du parc de Hatton à Londres. L'école Sir Christopher Hatton est fondée en 1983 à Wellingborough, dans le Northamptonshire.